# Henry G. Roe
Henry G. Roe (1975) è un astronomo statunitense.
Ha ottenuto il dottorato in astrofisica all'Università della California nel 2002.
Il Minor Planet Center gli accredita la scoperta dell'asteroide 120347 Salacia effettuata il 22 settembre 2004 in collaborazione con Kristina M. Barkume e Michael E. Brown.
Gli è stato dedicato l'asteroide 28803 Roe.